# Vega 1 e 2
Vega 1 e la sua gemella Vega 2 sono state due sonde spaziali sovietiche, facenti parte del Programma Vega. Furono lanciate nel 1984; i loro obiettivi erano il sorvolo di Venere (col rilascio di un modulo che sarebbe sceso sul pianeta) e quello della cometa Halley. Vennero sviluppate a partire dalle sonde Venera.
Le Vega 1 e 2, che alla partenza avevano un peso di 4.920 kg, vennero lanciate da un razzo Proton 8K82K dal cosmodromo di Bajkonur, Tjuratam, RSS Kazaka (l'attuale Kazakistan). Il 15 dicembre 1984 alle 9:16:24 UTC fu il turno della Vega 1 e il 21 dicembre dello stesso anno alle 09:13:52 UTC quello della Vega 2.

## Le sonde
Le sonde erano alimentate da due grandi pannelli solari ed erano stabilizzate su tre assi. Gli strumenti che vennero utilizzati per lo studio della cometa erano alloggiati su una piattaforma automatica che serviva per il loro puntamento e si poteva muovere di +/−110° e +/−40° in due direzioni tra loro perpendicolari con una precisione di 5 minuti d'arco e una stabilità di 1 minuto d'arco per secondo.
La strumentazione includeva un'antenna ad alto guadagno, fotocamere (a largo e a stretto campo), uno spettrometro a tre canali, un ricevitore acustico infrarosso, due magnetometri montati su un braccio estendibile di 2 m e vari sensori per le onde del plasma che stavano su un altro braccio di 5 m. Il carico scientifico pesava 125 kg. I dati vennero inviati verso la Terra a una velocità di 65 kbps nella telemetria in modalità veloce durante l'incontro con la cometa. C'era poi una modalità di invio più lenta per la fase di crociera.
I dati scientifici dell'incontro con la cometa vennero ottenuti a partire da 2 ore e mezza prima fino a mezz'ora dopo l'avvicinamento massimo. I sensori del plasma e della polvere ottennero dati in modo continuo, i quali venivano immagazzinati nella memoria del registratore a nastro che aveva una capacità di 5 megabit.
Le sonde erano equipaggiate con uno scudo termico formato da più livelli per proteggerle dalle collisioni a grandi velocità con le polveri della cometa.
Erano costituite per metà dal modulo dedicato alla cometa Halley e per l'altra metà dall'equipaggiamento per la discesa su Venere.

## La missione su Venere
Al loro arrivo su Venere le sonde trasportavano con sé un'unità sferica di discesa con un diametro di 240 cm e un peso di 1500 kg. L'unità venne rilasciata due giorni prima del suo arrivo su Venere. Conteneva un lander e un pallone sonda ed entrò nell'atmosfera di Venere (a 125 km di altitudine) a circa 11 km/s, senza dover effettuare alcuna modifica nella sua inclinazione, come era stato fatto nelle precedenti missioni Venera. A 65 km di altezza si aprì il paracadute principale. A 64 km la parte superiore, contenente il pallone sonda, si separò dal lander.

### I lander
I lander erano identici a quelli delle cinque precedenti missioni Venera e avevano il compito di studiare l'atmosfera e la superficie. Ciascun lander era dotato di strumenti per studiare la temperatura e la pressione, uno spettrometro UV, un igrometro per misurare la concentrazione dell'acqua, un gascromatografo, uno spettrometro a raggi X, uno spettrografo di massa e un dispositivo per prelevare e analizzare un campione della superficie. Lo spettrometro UV, lo spettrografo di massa e gli strumenti per misurare temperatura e pressione furono il risultato di una collaborazione sovietica e francese. Nella parte superiore c'era un disco che serviva per l'aerofrenaggio e anche come riflettore per l'antenna cilindrica per le comunicazioni che lo sovrastava.
Dopo la sua separazione dalla parte superiore della capsula il lander della Vega 1 proseguì la sua discesa frenato da un paracadute. Raggiunti i 63 km di altezza venne rimossa anche la parte inferiore della capsula e il lander incominciò a rilevare dati. A 47 km di altezza venne rilasciato anche il paracadute e il lander proseguì rallentando solo con l'aerofrenaggio.
A 20 km di altezza venne rilevata una scossa meccanica la cui origine non è nota (probabilmente un problema con una valvola in una sezione superiore) che fu interpretata dal rilevatore del contatto col suolo (un accelerometro) come il segnale di avvenuto contatto. Di conseguenza, il sistema di bordo innescò in anticipo il sistema di perforazione per campionare il terreno che quindi non riuscì a fornire risultati. Il lander atterrò l'11 giugno 1985 alle 03:02:54 UT a 7,5° N e 177,7° E in una zona a nord est di Aphrodite Terra. L'altitudine della zona di atterraggio era di 0,6 km sopra il raggio medio del pianeta. Si registrò una pressione di 95 atmosfere, una temperatura di 466 °C, un vento discendente di 1 m/s e un vento orizzontale di circa 240 km/h.
Il lander della Vega 2 atterrò il 15 giugno 1985 alle 03:00:50 UT a 8,5° S e 164,5° E, in una zona ad est di Aphrodite Terra. L'altitudine della zona di atterraggio era di 0,1 km sopra il raggio medio del pianeta. Venne misurata una pressione di 91 atmosfere e una temperatura di 736 K (463 °C). Il campione di suolo analizzato fu identificato con un'anortosite-troctolite. Trasmise per 56 minuti.

### I palloni sonda
Dopo la sua separazione dalla parte inferiore della capsula il modulo del pallone sonda (che aveva un diametro di 3,4 m) venne rilasciato a 62 km di altezza frenandone la discesa con un paracadute. Un secondo paracadute si aprì ad un'altezza di 55 km, 200 secondi dopo l'entrata nell'atmosfera, estraendo il pallone ripiegato, che venne gonfiato 100 secondi dopo, a 54 km. La zavorra venne sganciata quando il pallone raggiunse circa i 50 km. Successivamente il pallone risalì ad un'altezza stabile compresa tra 53 e 54 km, circa 15-25 minuti dopo l'entrata. Venne registrata una pressione di 535 mbar e una temperatura di 300-310 K (27-37 °C) dalla Vega 1 e di 308-316 K (35-43 °C) dalla Vega 2.
Il pallone si diresse verso ovest a causa del vento con una velocità media di circa 69 m/s per la Vega 1 e a 66 m/s per la Vega 2 a una latitudine quasi costante. Il pallone della Vega 1 attraversò il terminatore passando dalla notte al giorno alle 12:20 UT il 12 giugno dopo aver attraversato 8500 km, quello della Vega 2 il 16 giugno alle 9:10 UT dopo aver attraversato 7400 km. Le sonde continuarono ad operare di giorno finché non vennero ricevute le trasmissioni finali (alle 00:38 UT del 13 giugno da 8,1° N e 68,8° E dopo aver percorso una distanza totale di 11600 km per il pallone della Vega 1 e alle 00:38 UT del 17 giugno da 7,5° S e 76,3° E dopo aver percorso 11100 km per il pallone della Vega 2). Non si sa per quanto tempo i palloni abbiano continuato a viaggiare dopo la comunicazione finale.

## La missione sulla cometa di Halley
Le sonde, dopo aver rilasciato il modulo di discesa utilizzarono la gravità di Venere per raggiungere la cometa Halley.
L'incontro ravvicinato della Vega 1 con la cometa avvenne il 6 marzo 1986 a 8890 km dal nucleo a una velocità relativa di 77,7 km/s. La Vega 2 la raggiunse il 9 marzo a 8030 km. L'esame intensivo dei dati della cometa ricoprì solo le tre ore attorno a questi incontri. Si intendeva misurare i parametri fisici del nucleo (come dimensioni, forma, temperatura e proprietà della superficie) e studiare la struttura e la dinamica della chioma, la composizione del gas attorno al nucleo, la composizione delle particelle di polvere, la distribuzione della massa in funzione della distanza dal nucleo e l'interazione tra la cometa e il vento solare.
La Vega 1 incominciò ad inviare immagini il 4 marzo. Le prime immagini mostrarono due aree luminose sulla cometa, che vennero inizialmente interpretate come un doppio nucleo. Le aree luminose sono poi risultate essere due getti emessi dalla cometa. Le immagini hanno anche mostrato che il nucleo è scuro e lo spettrometro infrarosso rilevò una temperatura del nucleo di 300-400 K (27-127 °C), più calda di quanto ci si aspettava per un corpo ghiacciato. La conclusione era che la cometa è ricoperta da un sottile strato ghiacciato. Le immagini mostrarono anche che il nucleo è lungo circa 14 km e che ha un periodo di rotazione di circa 53 ore. La spettrometro rilevò che la composizione della polvere è simile a quella delle meteoriti di condrite carboniosa.
In tutto le sonde Vega 1 e 2 restituirono circa 1 500 immagini della cometa di Halley. Le operazioni delle sonde continuarono per alcune settimane dopo l'incontro con la Halley.
Vega 1 e 2 si trovano attualmente in un'orbita eliocentrica.